# Elizabeth Jones
Pour les articles homonymes, voir Jones.
Ne pas confondre avec Ann Haydon-Jones, Marion Jones, Tami Whitlinger Jones, également joueuses de tennis.
Elizabeth Jones (née le 29 mars 1964) est une joueuse de tennis britannique, professionnelle dans les années 1980. 

## Palmarès

### Titre en simple dames
Aucun

### Finale en simple dames
Aucune

### Titre en double dames
| No | Date       | Nom et lieu du tournoi              | Catégorie | Dotation | Surface      | Partenaire    | Finalistes                      | Score    |  |
| -- | ---------- | ----------------------------------- | --------- | -------- | ------------ | ------------- | ------------------------------- | -------- |  |
| 1  | 26-04-1982 | Torneo Citta di Arzachena Sardaigne | Series 1  | 50 000 $ | Terre (ext.) | Debbie Jevans | Catrin Jexell Susana Villaverde | 7-6, 6-2 |  |

### Finale en double dames
Aucune

## Parcours en Grand Chelem

### En simple dames
| Année | Open d'Australie (janvier) | Open d'Australie (janvier) | Internationaux de France | Internationaux de France | Wimbledon       | Wimbledon   | US Open         | US Open         | Open d'Australie (décembre) | Open d'Australie (décembre) |
| 1982  | n/a                        | n/a                        | 1er tour (1/64)          | Petra Delhees            | 1er tour (1/64) | Beth Norton | 1er tour (1/64) | Manuela Maleeva | -                           | -                           |

À droite du résultat, l’ultime adversaire.

### En double dames
| Année | Open d'Australie (janvier) | Open d'Australie (janvier) | Internationaux de France | Internationaux de France | Wimbledon                    | Wimbledon               | US Open                      | US Open               | Open d'Australie (décembre) | Open d'Australie (décembre) |
| ----- | -------------------------- | -------------------------- | ------------------------ | ------------------------ | ---------------------------- | ----------------------- | ---------------------------- | --------------------- | --------------------------- | --------------------------- |
| 1982  | n/a                        | n/a                        | -                        | -                        | 2e tour (1/16) Debbie Jevans | C. Reynolds Paula Smith | 1er tour (1/32) M. Pazderova | Jo Durie A. Temesvári | -                           | -                           |
| 1984  | n/a                        | n/a                        | -                        | -                        | 1er tour (1/32) L. Gracie    | C. Monteiro Y. Vermaak  | -                            | -                     | -                           | -                           |

Sous le résultat, la partenaire ; à droite, l’ultime équipe adverse.

### En double mixte
N'a jamais participé à un tableau final.